# La Unión (tỉnh)
Tỉnh La Unión (tiếng Tây Ban Nha: Provincia de La Unión) là một tỉnh thuộc vùng Arequipa của Peru. Tỉnh La Unión có diện tích 4746 km², dân số thời điểm theo điều tra dân số ngày 11 tháng 7 năm 1993 là 17295 người. Tỉnh lỵ đóng ở Cotahuasi.